# Buğrahan Çayır
Buğrahan Çayır (Istanbul, 2 febbraio 1984) è un attore, musicista, cantautore, cantante e compositore turco, noto per aver interpretato il ruolo di Tahir nella serie Love Is in the Air (Sen Çal Kapımı).

## Biografia
Buğrahan Çayır è nato il 2 febbraio 1984 a Istanbul (Turchia), e oltre alla recitazione si occupa anche di musica.

## Carriera
Buğrahan Çayır dopo aver completato la sua istruzione a Istanbul fino al periodo universitario, poi si è iscritto presso l'Università di Edirne. Ha preso parte a vari gruppi con i musicisti che ha incontrato a Edirne, ha ottenuto molti successi con il gruppo Control+Z. Hanno vinto il primo posto in molti concorsi a cui hanno partecipato con il gruppo e sono saliti sul palco di importanti festival ed eventi in Turchia. Mentre andava in tournée come parte del Koçfest organizzato dalla Koç University, ha iniziato la sua carriera da solista e nel 2015 ha pubblicato la canzone Kal Yanımda. La canzone è stata inclusa nella colonna sonora di Delibal, uno dei film importanti di quell'anno, e ha raggiunto un vasto pubblico.
Successivamente ha recitato in varie serie televisive come 2015 in Kal Yanımda, nel 2017 in Kalbim e in İstanbul Beni Yordu, nel 2018 in Sadece Dinle e in Leyla, nel 2019 in Kara Gözlüm, in Yalnız Dünya, in Akustik, in Uzakta Olsan Da e in Balıklarım, nel 2020 in İstanbul Yanıyor, in Can Kesiği, in Acımaz ki II e in Paramparça e nel 2021 in Gel Yağmurla. Nel 2020 e nel 2021 ha interpretato il ruolo di Tahir nella serie Love Is in the Air (Sen Çal Kapımı).

## Filmografia

### Televisione
- Kal Yanımda – serie TV (2015)
- Kalbim – serie TV (2017)
- İstanbul Beni Yordu – serie TV (2017)
- Sadece Dinle – serie TV (2018)
- Leyla – serie TV (2018)
- Kara Gözlüm – serie TV (2019)
- Yalnız Dünya – serie TV (2019)
- Akustik – serie TV (2019)
- Uzakta Olsan Da – serie TV (2019)
- Balıklarım – serie TV (2019)
- İstanbul Yanıyor – serie TV (2020)
- Can Kesiği – serie TV (2020)
- Acımaz ki II – serie TV (2020)
- Paramparça – serie TV (2020)
- Gel Yağmurla – serie TV (2021)
- Love Is in the Air (Sen Çal Kapımı) – serie TV (2020-2021)

## Doppiatori italiani
Nelle versioni in italiano dei suoi film e delle sue serie TV, Buğrahan Çayır è stato doppiato da:
- Daniele Valenti[9] in Love Is in the Air[10]